# Michel Bussi
Michel Bussi (Louviers, 29 aprile 1965) è uno scrittore francese.

## Biografia
Nato a Louviers, nell'Alta Normandia dove ha ambientato molti dei suoi libri, è il secondo giallista francese in quanto a copie vendute.
Insegnante di geografia politica all’Università di Rouen e direttore di ricerca al Centre national de la recherche scientifique, a partire dal suo esordio nella narrativa nel 2006 ha scritto più di dieci romanzi appartenenti alla categoria del giallo e del poliziesco.
Nel 2011 la sua opera Ninfee nere si è aggiudicata, oltre al Premio Michel Lebrun, il Grand Prix Gustave Flaubert, il Prix polar méditerranéen, il Prix des lecteurs du festival Polar de Cognac e il Prix Goutte de Sang d’encre de Vienne.
Il romanzo Tutto ciò che è sulla Terra morirà è stato pubblicato per la prima volta nel 2017 con il titolo La Dernière Licorne, con lo pseudonimo di Tobby Rolland.

## Opere principali

### Romanzi
- 2006 - Code Lupin
- 2007 - Omaha crimes
- 2008 - Mourir sur Seine - Usciti di Senna, Roma, Edizioni e/o, 2020 traduzione di Alberto Bracci Testasecca ISBN 978-88-335-7221-5
- 2009 - Sang famille, - La follia Mazzarino, Roma, Edizioni e/o, 2019 traduzione di Alberto Bracci Testasecca ISBN 978-88-3357-097-6.
- 2011 - Nymphéas noirs, - Ninfee nere, Roma, Edizioni e/o, 2016 traduzione di Alberto Bracci Testasecca ISBN 978-88-6632-746-2.
- 2012 - Un avion sans elle, - Un aereo senza di lei, Milano, Mondadori, 2014 traduzione di Vittoria Vassallo ISBN 978-88-04-63607-6.
- 2013 - Ne lâche pas ma main, - Non lasciare la mia mano, Roma, Edizioni e/o, 2017 traduzione di Alberto Bracci Testasecca ISBN 978-88-6632-850-6.
- 2014 - N'oublier jamais, - Mai dimenticare, Roma, Edizioni e/o, 2017 traduzione di Alberto Bracci Testasecca ISBN 978-88-6632-891-9.
- 2014 - Gravé dans le sable
- 2015 - Maman a tort, - La doppia madre, Roma, Edizioni e/o, 2018 traduzione di Alberto Bracci Testasecca ISBN 978-88-3357-024-2.
- 2016 - Le temps est assassin, - Tempo assassino, Roma, Edizioni e/o, 2016 traduzione di Alberto Bracci Testasecca ISBN 978-88-6632-816-2.
- 2017 - On la trouvait plutôt jolie, - Il quaderno rosso, Roma, Edizioni e/o, 2018 traduzione di Alberto Bracci Testasecca ISBN 978-88-6632-992-3.
- 2019 - J'ai dû rêver trop fort, - Forse ho sognato troppo, Roma, Edizioni e/o, 2019 traduzione di Alberto Bracci Testasecca ISBN 978-88-335-7143-0.
- 2019 Tout ce qui est sur terre doit périr - Tutto ciò che è sulla Terra morirà, Edizioni e/o, 2021traduzione di Alberto Bracci Testasecca, ISBN 9788833573434
- 2020 - Au soleil redouté - La mia bottiglia per l'oceano, Roma, Edizioni e/o, 2022 traduzione di Alberto Bracci Testasecca ISBN 978-88-3357-5407
- 2020 - La chute du soleil de fer - La caduta del sole di ferro. N.E.O.. Vol. 1, Roma, Edizioni e/o, 2020 traduzione di Alberto Bracci Testasecca ISBN 978-88-335-7264-2.
- 2021 - Les deux châteaux - I due castelli. N.E.O.. Vol. 2, Roma, Edizioni e/o, 2021 traduzione di Alberto Bracci Testasecca ISBN 9788833573915
- 2021 - Rien ne t'efface - Nulla ti cancella, Roma, Edizioni e/o, 2022 traduzione di Alberto Bracci Testasecca ISBN 978-88-3357-426-4
- 2023 - Trois vies par semaine - Tre vite una settimana, Edizioni e/o, 2023 traduzione di Alberto Bracci Testasecca, ISBN 9788833576879
- 2024 - Mon coeur a déménagé - Ophélie si vendica, Edizioni e/o, 2024 traduzione di Alberto Bracci Testasecca, ISBN 9788833577319

### Saggi
- 1998 -  Éléments de géographie électorale: à travers l'exemple de la France de l'Ouest
- 2004 -  Pour une nouvelle géographie du politique: territoires, démocratie, élection